# Parc de la Caffarella
Le parc de la Caffarella (italien : Parco della Caffarella) est un grand parc situé au sud-est de Rome. Il fait partie du parc régional de l'Appia Antica. Le parc est contenu dans la Vallée de la Caffarella et est bordé sur son côté nord par la Via Latina et au sud par la via Appia. Il s'étend du mur d'Aurélien jusqu'à la Via dell'Almone et a une superficie de 132 hectares. Morceau de campagne romaine resté extraordinairement intact, et situé immédiatement à proximité du centre historique, il contient des monuments archéologiques d’une beauté et d’une importance exceptionnelles, c’est donc un paysage archéologique unique. Il est traversé par la rivière Almone, abrite une ferme historique (Casale della Vaccareccia), et présente une grande valeur environnementale et écologique, avec plusieurs sources d'eaux et 78 espèces d'oiseaux.

## Histoire
À l'époque romaine, une grande partie de l'endroit était occupée par une grande propriété connue comme la Triopius. Hérode Atticus était un grec devenu sénateur romain. Par son mariage avec Annia Regilla, il a acquis le terrain du domaine, qui s'étendait du parc de la Caffarella à la Via Appia, et lui a donné le nom de Triopius. Deux ruines dans le parc datent de cette époque : le tombeau d'Annia Regilla et le nymphée d'Égérie. Plusieurs tours dans le parc sont médiévales et servaient principalement de tours de guet.
Le nom moderne du parc vient de la famille Caffarelli, qui exploitait une ferme dans la région au XVIe siècle. Il a ensuite été détenu par les familles Pallavicini et Torlonia. Au milieu du XXe siècle, la zone était en grave danger d'être utilisée pour l'expansion urbaine, mais a été protégée et ensuite incorporée dans le parc de la Via Appia, à la suite de campagnes populaires pour sa préservation. Dès les années 1930, il était question de faire de la vallée un parc public. Constamment sous la menace de la spéculation immobilière, l'endroit était très dégradé lorsque le parc fut créé en 2000, sous la pression de l'association Comité pour le Parc de la Caffarella.

## Environnement
Il englobe la vallée de la Caffarella, et couvre une superficie de 132 hectares. La vallée est traversée sur sa longueur par la rivière Almone. Le paysage, représentatif de la campagne romaine, comprend des champs, des étangs, des petits bois, et même une ancienne ferme en activité. On peut même y rencontrer des troupeaux de brebis. Un vaste réseau de sentiers permet d’utiliser le parc pour des activités récréatives. 

### Faune et flore
La vallée offre un environnement particulièrement varié, avec une présence abondante de chênes, autrefois répandus dans les forêts extensives dans la campagne romaine, aujourd’hui décimée par la construction, l’agriculture et le remplacement par d’autres espèces, comme le pin parasol. Le long de la rivière, il y a des peupliers, saules, fougères et prêles typiques des zones humides.  
Les mammifères comprennent des hérissons, des taupes, des belettes et même quelques renards ; parmi les ruines les chauves-souris abondent. Les oiseaux présents sont le faucon crécerelle et d’autres rapaces nocturnes. Dans les roseaux, le long de la rivière, crapauds, grenouilles, couleuvres à collier abondent. 

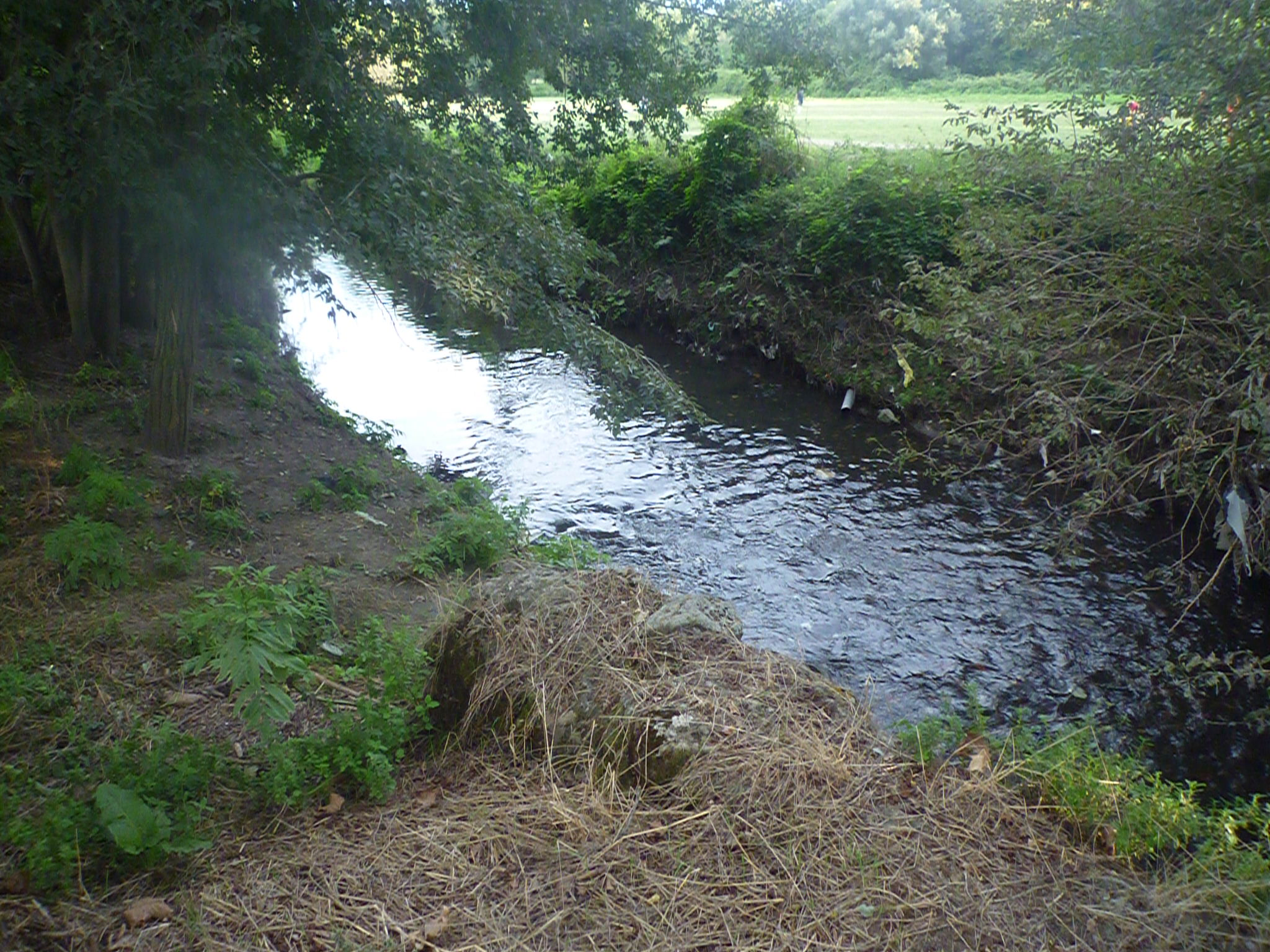
Le ruisseau Almone
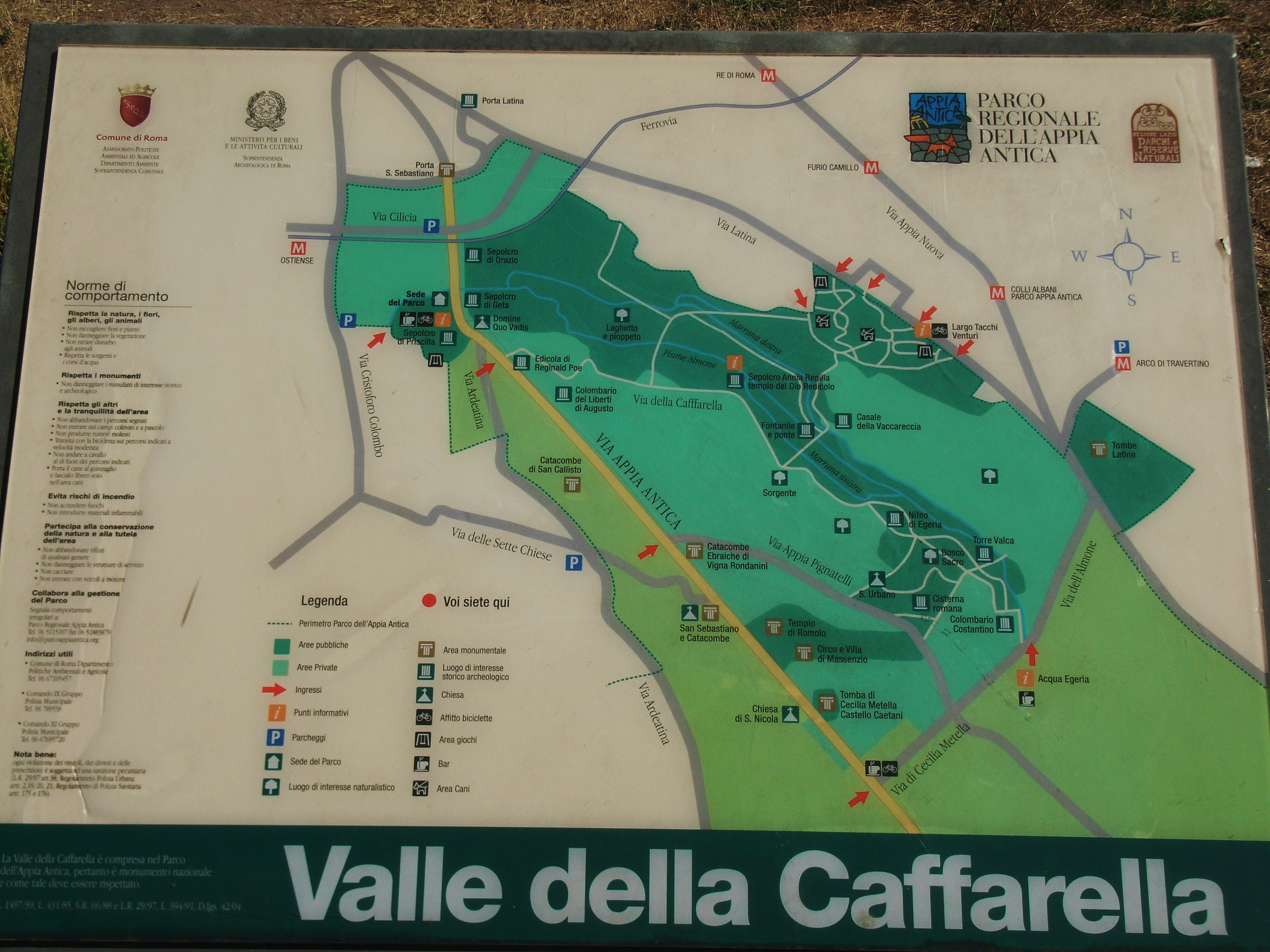
Plan du parc
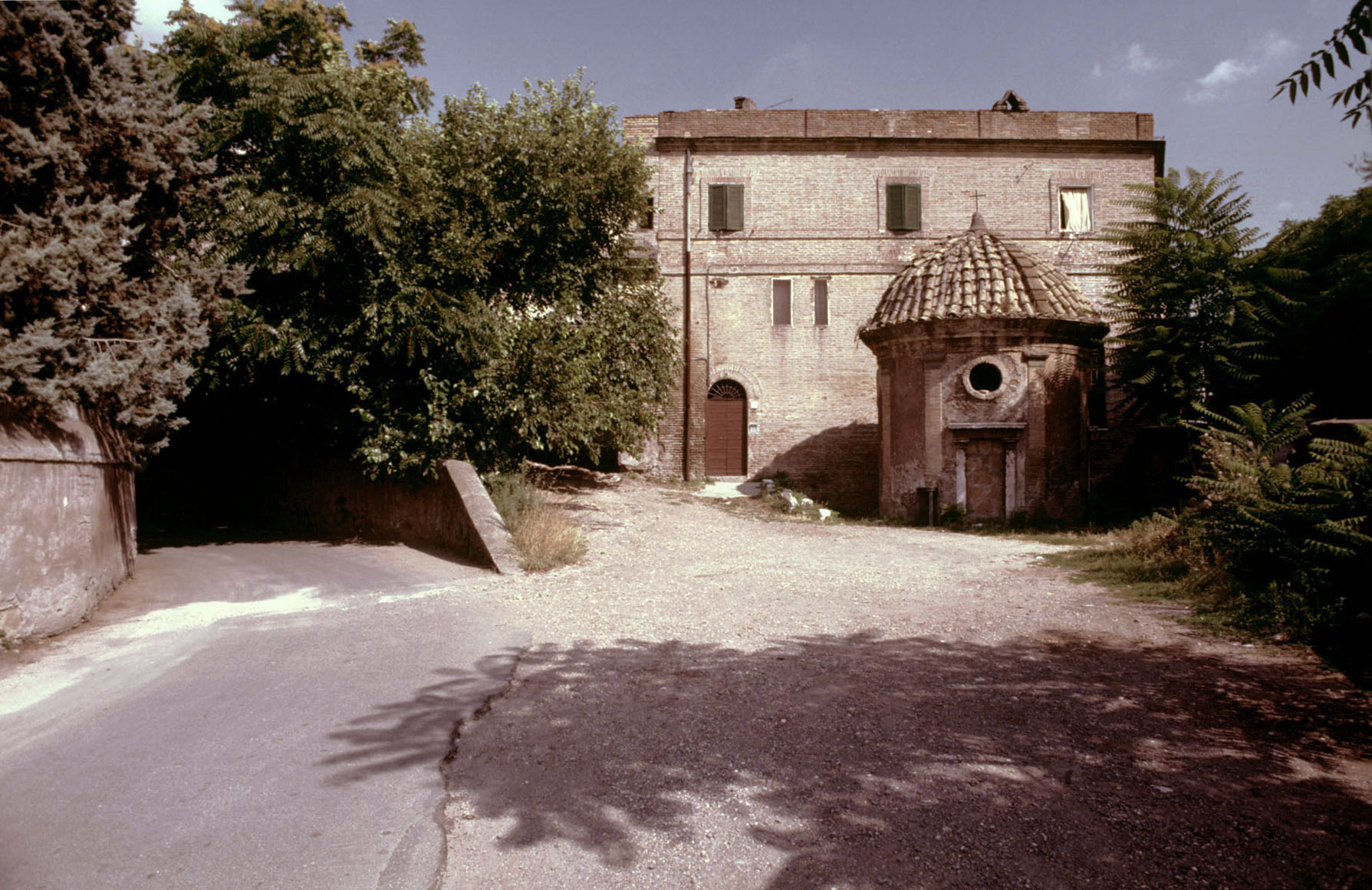
Casale et édicule du cardinal Reginald Pole (1539)
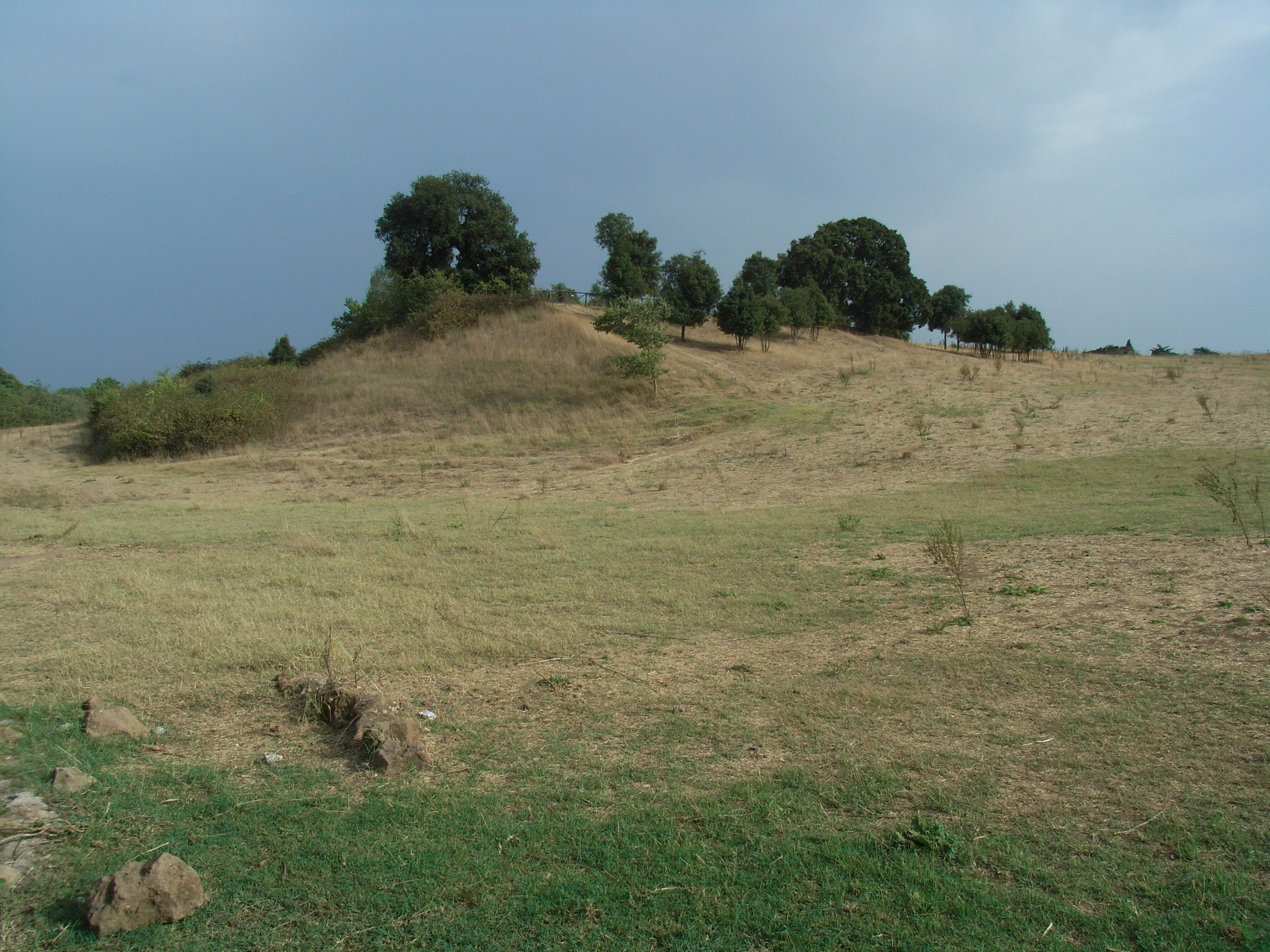
Vue dans le parc de la Caffarella - Le Bois Sacré
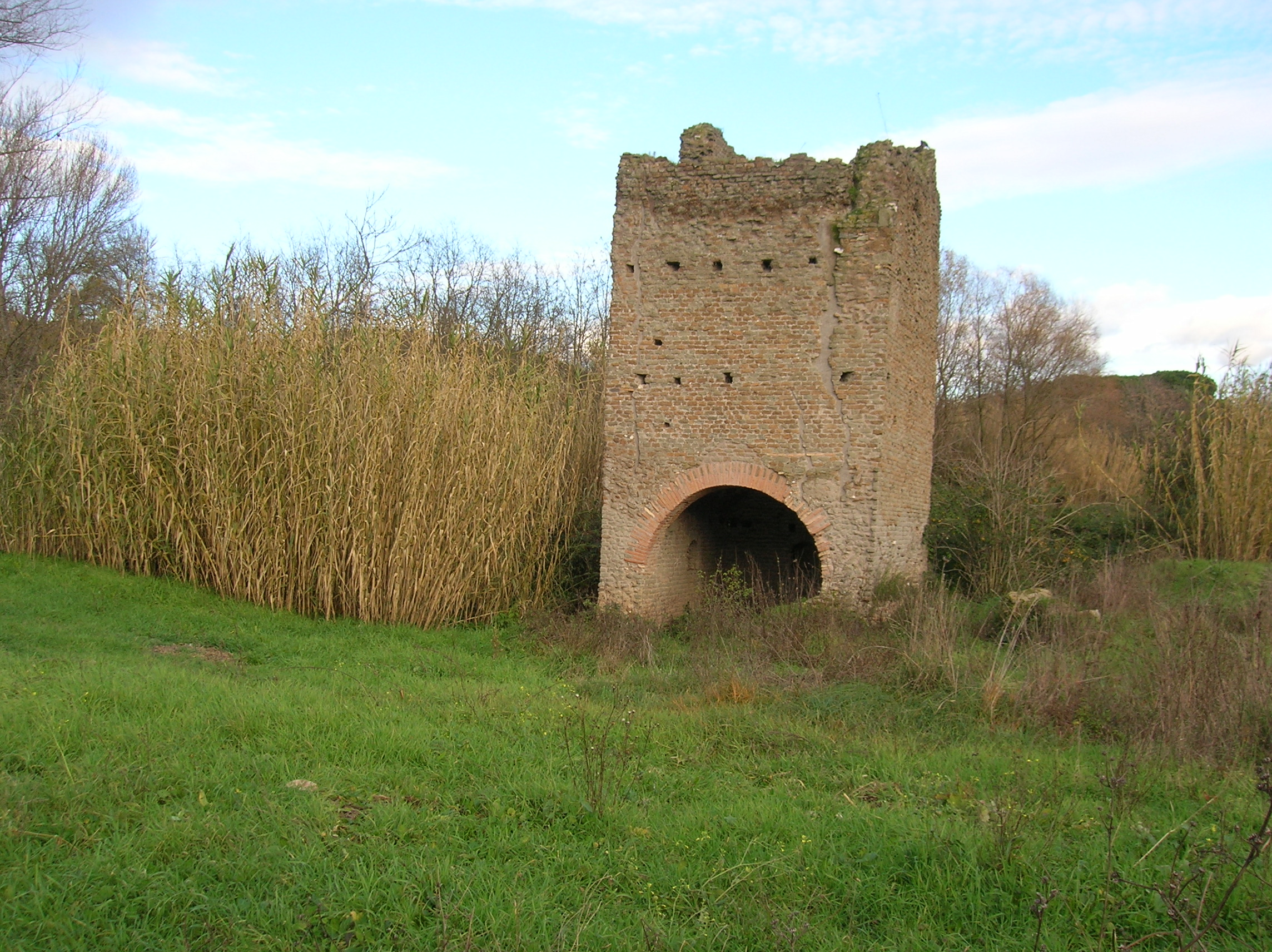
La tour Valca
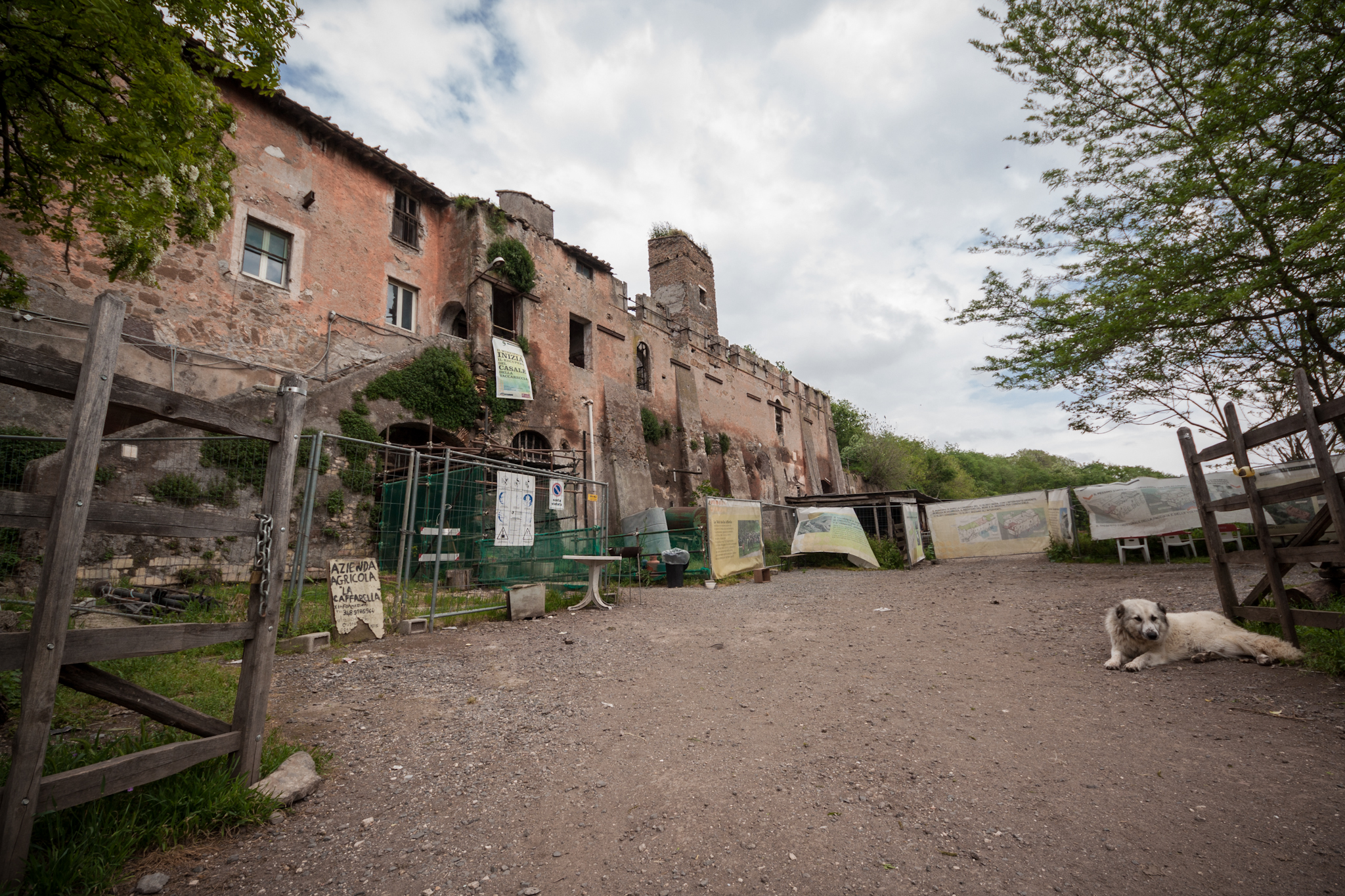
Le vieux-Casale della Vaccareccia

## Principales caractéristiques

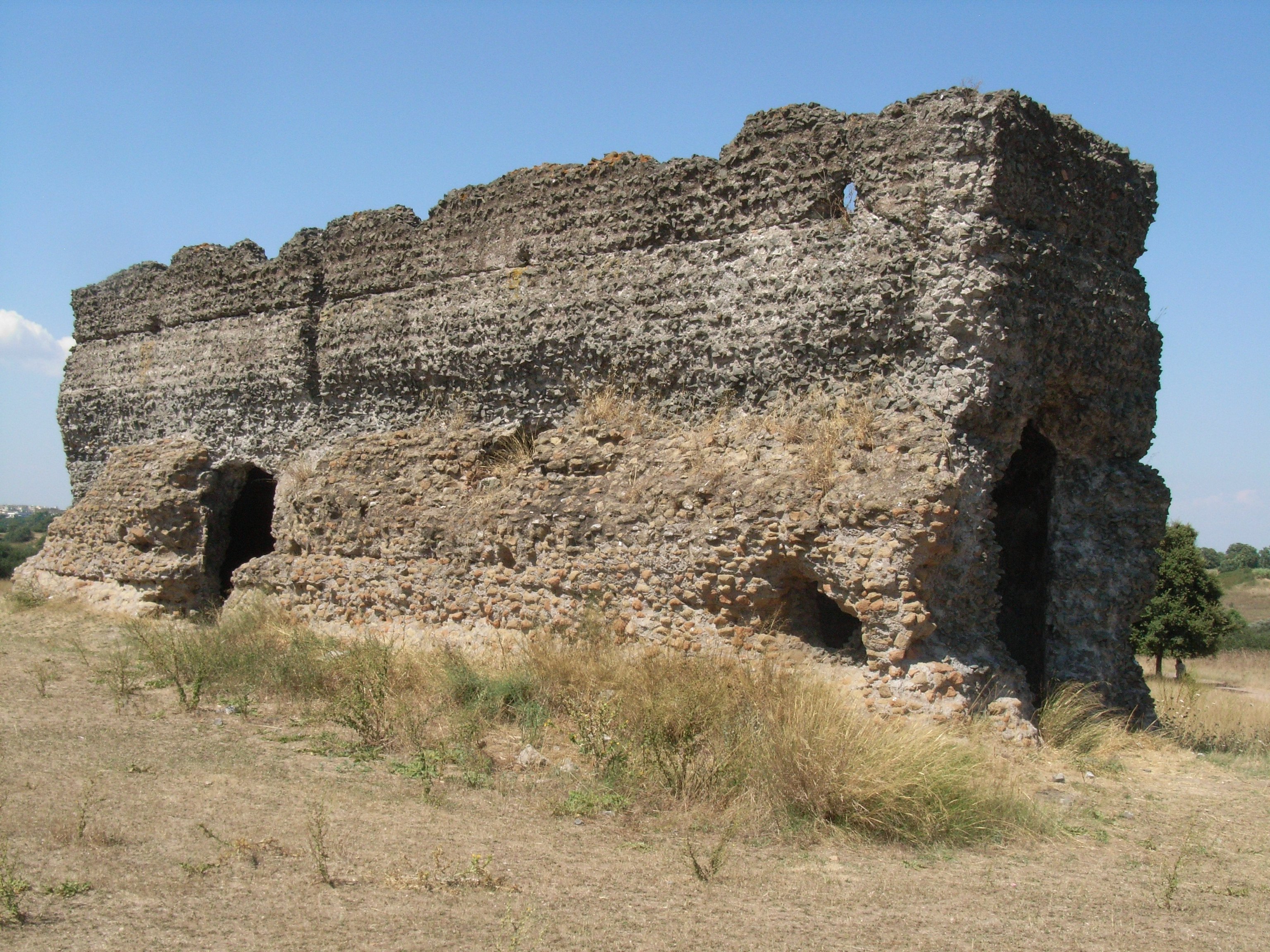
Citerne romaine

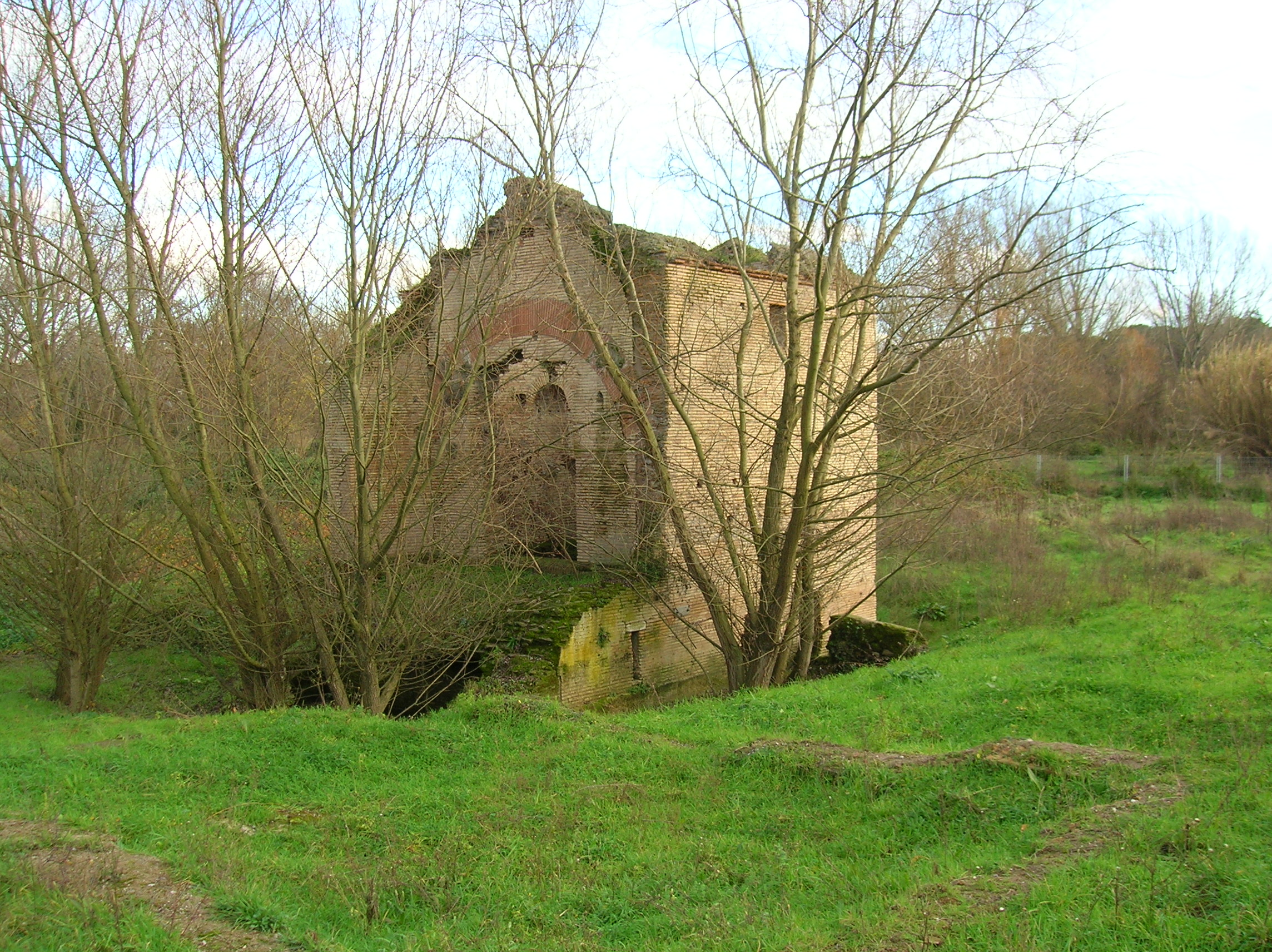
Colombarium Costantinien

- Nympheum d'Égérie[7]. Le début de la construction peut être daté du milieu du IIe siècle de notre ère, par référence aux types de briques utilisées dans sa construction. Les sources d'eau à partir de l'arrière du nympheum étaient protégées par la statue du dieu Almo (personnification de la rivière Almone)[8]. Le Nympheum a été construit par Hérode Atticus, après qu'il a été innocenté du meurtre de Annia Regilla.
- Tombeau d'Annia Regilla. Ce bâtiment bien conservé est également connu comme le temple du dieu Rediculum, le dieu du retour, qui protégeait les voyageurs. Conçu comme un sépulcre, il n'est pas certain que ce soit le tombeau d'Annia Regilla. La construction est constituée de briques rouges et jaunes, et comprend deux étages, avec des restes bien préservés de décoration extérieure[9]. Au Moyen Âge, il a servi de grenier à foin pour une ferme voisine.
- Tour Valca. Ce bâtiment est construit à partir de blocs rectangulaires de tuf et remonte aux XIIe et XIIIe siècles. Elle était protégée par un premier mur de défense et d'un pont-levis. La tour a peut-être fait partie d'un moulin de foulage.
- Citerne romaine. Construite autour de l'an 100 et à l'origine souterraine, cette citerne a été exposée lors du terrassement réalisé pour la construction du cirque de Maxence situé à proximité.
- Columbarium de Constantin. Ce columbarium, bâti pour abriter les cendres des personnes décédées, date du IIe siècle de notre ère. Au Moyen Âge, il a été converti en moulin.
- Le Bois Sacré est un endroit sur une colline surplombant la vallée, et permettant une bonne vue sur les montagnes entourant Rome et les Castelli Romani. Selon la tradition, c'est l'endroit où Hérode Atticus a commandé de planter un bois sacré.